# Розайни
Розайни (пол. Rozajny, нім. Rosainen) — село в Польщі, у гміні Ґардея Квідзинського повіту Поморського воєводства.
Населення — 424 особи (2011).
У 1975-1998 роках село належало до Ельблонзького воєводства.

## Демографія
Демографічна структура станом на 31 березня 2011 року:
|          | Загалом | Допрацездатний вік | Працездатний вік | Постпрацездатний вік |
| -------- | ------- | ------------------ | ---------------- | -------------------- |
| Чоловіки | 214     | 60                 | 144              | 10                   |
| Жінки    | 210     | 63                 | 113              | 34                   |
| Разом    | 424     | 123                | 257              | 44                   |